# 10802 Masamifuruya
10802 Masamifuruya este un asteroid din centura principală, descoperit pe 28 octombrie 1992, de Kin Endate și Kazuo Watanabe.